# Русаков, Сергей Иванович
Серге́й Ива́нович Русако́в (9 апреля 1906 — 4 февраля 1976) — советский инженер, конструктор автомобилей.

## Биография
Работал на ГАЗе: инженер, заместитель начальника цеха, помощник главного технолога, заместитель начальника отдела главного технолога, в 1945—1976 годах — главный сварщик ГАЗа.
Во время войны — один из авторов метода автоматической сварки под слоем флюса реактивных снарядов, обода и ступицы катков танков.
Похоронен в Горьком на кладбище «Марьина Роща».

## Награды и премии
- Сталинская премия второй степени (1947) — за создание грузового автомобиля «ГАЗ-51»
- орден Ленина (1966)
- орден «Знак Почёта» (1941)
- орден Трудового Красного Знамени (1952)
- медали